# Gianmarco Tamberi
Gianmarco Tamberi (sinh ngày 1 tháng 6 năm 1992) là vận động viên nhảy cao người Ý, từng giành huy chương vàng tại Thế vận hội Mùa hè 2020 và Cúp Thế giới.
Vào năm 2021, anh đã trở thành người Ý đầu tiên giành được vương miện Diamond League.

## Sự nghiệp
Gianmarco được huấn luyện bởi cha anh, Marco Tamberi, người từng giữ kỷ lục bóng đá Ý trong nhà năm 1983 với chiều cao 2,28 m.
Năm 2015, Tamberi đã phá kỷ lục nhảy cao của Ý hai lần — lần đầu tiên với cú nhảy 2,34 m ở Cologne, và lần thứ hai với 2,37 m ở Eberstadt, nơi anh đứng thứ hai sau Derek Drouin. Sau đó anh đứng thứ 8 tại Giải vô địch thế giới 2015 ở Bắc Kinh với chiều cao 2,25 m.
Trong suốt mùa đông năm 2016, Tamberi đã giành chiến thắng trong mọi cuộc thi mà anh ấy tham gia. Anh đã giành chiến thắng ở Banska Bystrica với 2,35 m, một kỷ lục mới trong nhà của Ý, được cân bằng bởi Marco Fassinotti trong cùng một sự kiện. Anh thắng ở Trinec sau khi vượt qua 2,33 m. Tại giải nhảy cao Moravia Tour 2016, anh đã ghi được cú nhảy 2,38 m, đủ để đánh bại Chris Baker của Vương quốc Anh và Kyriakos Ioannou của Síp, và điều này đã mang lại cho anh kỷ lục nhảy cao trong nhà của Ý. Anh đã giành huy chương vàng tại Giải vô địch trong nhà thế giới ở Portland vào tháng 3 năm 2016 với cú nhảy 2,36 m.
Tamberi đã không thể thi đấu tại Olympic 2016 do chấn thương hồi đầu mùa.
Tại các giải đấu lớn, anh nổi tiếng với việc để râu dài trong lúc thi đấu vòng loại và cạo một nửa cho trận chung kết.
Vào ngày 1 tháng 8 năm 2021, anh cùng với vận động viên người Qatar, Mutaz Essa Barshim, chính thức giành huy chương vàng môn nhảy cao nam tại Thế vận hội mùa hè 2020 sau loạt thi ăn miếng trả miếng giữa cả hai người và cùng vượt qua mức xà 2,37m. Tamberi và Barshim đều đồng ý việc cả hai cùng nhận huy chương vàng, đây là trường hợp hiếm hoi trong lịch sử Olympic. Đặc biệt, Barshim đã hỏi một tình nguyện viên rằng: "Chúng tôi có thể có cùng nhận hai huy chương vàng chứ?"

## Kỷ lục thế giới
- Nhảy cao ngoài trời: 2.39 ( Monaco, 15 tháng 7 năm 2016) - Người nắm giữ kỷ lục hiện tại.[7]
- Nhảy cao trong nhà: 2.38 ( Hustopece, 13 tháng 2 năm 2016) - Người nắm giữ kỷ lục hiện tại.

## Thành tích qua các năm
Xếp hạng thế giới ngoài trời tốt nhất của Tamberi là thứ 2 vào năm 2016, nhưng anh ấy đã đứng đầu Thế giới trong nhà vào năm 2016 và 2021.
Thi đấu ngoài trời
| Năm (tuổi) | Thành tích | Nơi tổ chức | Ngày       | Xếp hạng thế giới |
| ---------- | ---------- | ----------- | ---------- | ----------------- |
| 2021 (29)  | 2.37 m     | Tokyo       | 1 tháng 8  | 1st               |
| 2020 (28)  | 2.30 m     | Ancona      | 28 tháng 6 | 3rd               |
| 2019 (27)  | 2.28 m     | Rome        | 2 tháng 10 | 23rd              |
| 2018 (26)  | 2.33 m     | Eberstadt   | 26 tháng 8 | 8th               |
| 2017 (25)  | 2.29 m     | London      | 18 tháng 8 | 29th              |
| 2016 (24)  | 2.39 m     | Monaco      | 15 tháng 7 | 2nd               |
| 2015 (23)  | 2.37 m     | Eberstadt   | 2 tháng 7  | 3rd               |
| 2014 (22)  | 2.29 m     | Ancona      | 27 tháng 8 | 21st              |
| 2013 (21)  | 2,25 m     | Milan       | 28 tháng 7 | 52nd              |
| 2012 (20)  | 2.31 m     | Bressanone  | 8 tháng 7  | 12th              |
| 2011 (19)  | 2.25 m     | Tallinn     | 23 tháng 7 | 55th              |
| 2010 (18)  | 2.14 m     | Florence    | 6 tháng 6  | -                 |
| 2009 (17)  | 2.07 m     | Bressanone  | 9 tháng 6  | -                 |

Thi đấu trong nhà
| Năm (tuổi) | Thành tích                                 | Nơi tổ chức                                | Ngày                                       | Xếp hạng thế giới                          |
| ---------- | ------------------------------------------ | ------------------------------------------ | ------------------------------------------ | ------------------------------------------ |
| 2021 (29)  | 2.35 m                                     | Ancona                                     | 21 tháng 2                                 | 1st                                        |
| 2020 (28)  | 2.31 m                                     | Siena                                      | 29 tháng 2                                 | 6th                                        |
| 2019 (27)  | 2.32 m                                     | Ancona                                     | 15 tháng 2                                 | 2nd                                        |
| 2018 (26)  | 2.25 m                                     | Hustopece                                  | 27 tháng 1                                 | 35th                                       |
| 2017 (25)  | anh ấy không tranh chấp mùa giải trong nhà | anh ấy không tranh chấp mùa giải trong nhà | anh ấy không tranh chấp mùa giải trong nhà | anh ấy không tranh chấp mùa giải trong nhà |
| 2016 (24)  | 2.38 m                                     | Hustopece                                  | 13 tháng 2                                 | 1st                                        |
| 2015 (23)  | 2.28 m                                     | Prague                                     | 7 tháng 3                                  | 23rd                                       |
| 2013 (22)  | 2.30 m                                     | Banská Bystrica                            | 6 tháng 2                                  | 11th                                       |
| 2012 (20)  | 2.20 m                                     | Banská Bystrica                            | 8 tháng 2                                  | 100th                                      |
| 2012 (20)  | 2.20 m                                     | Ancona                                     | 8 tháng 1                                  | 100th                                      |
| 2011 (19)  | 2.21 m                                     | Ancona                                     | 13 tháng 2                                 | 70th                                       |
| 2010 (18)  | 2.10 m                                     | Ancona                                     | 6 tháng 2                                  |                                            |

## Những thành tựu
| Năm  | Cuộc thi                      | Nơi tổ chức | Xép hạng | Môn tranh tài | Chiều cao | Ghi chú    |
| ---- | ----------------------------- | ----------- | -------- | ------------- | --------- | ---------- |
| 2010 | World Junior Championships    | Moncton     | 21st (q) | Nhảy cao      | 2.10 m    |            |
| 2011 | European Junior Championships | Tallinn     | 3rd      | Nhảy cao      | 2.25 m    | PB =       |
| 2012 | European Championships        | Helsinki    | 5th      | Nhảy cao      | 2.24 m    | [ note 2 ] |
| 2012 | Olympic Games                 | London      | 21st (q) | Nhảy cao      | 2.21 m    |            |
| 2013 | European Indoor Championships | Göteborg    | 5th      | Nhảy cao      | 2.29 m    |            |
| 2013 | European U23 Championships    | Tampere     | 13th (q) | Nhảy cao      | 2.17 m    |            |
| 2014 | European Championships        | Zurich      | 7th      | Nhảy cao      | 2.26 m    | SB         |
| 2015 | European Indoor Championships | Prague      | 7th      | Nhảy cao      | 2.24 m    |            |
| 2015 | World Championships           | Beijing     | 8th      | Nhảy cao      | 2.25 m    |            |
| 2016 | World Indoor Championships    | Portland    | 1st      | Nhảy cao      | 2.36 m    |            |
| 2016 | European Championships        | Amsterdam   | 1st      | Nhảy cao      | 2.32 m    |            |
| 2017 | World Championships           | London      | 13th (q) | Nhảy cao      | 2.29 m    | SB         |
| 2019 | European Indoor Championships | Glasgow     | 1st      | Nhảy cao      | 2.32 m    | SB =       |
| 2021 | European Indoor Championships | Toruń       | 2nd      | Nhảy cao      | 2.35 m    |            |
| 2021 | Olympic Games                 | Tokyo       | 1st      | Nhảy cao      | 2.37 m    | SB         |

Meetings
- 2015

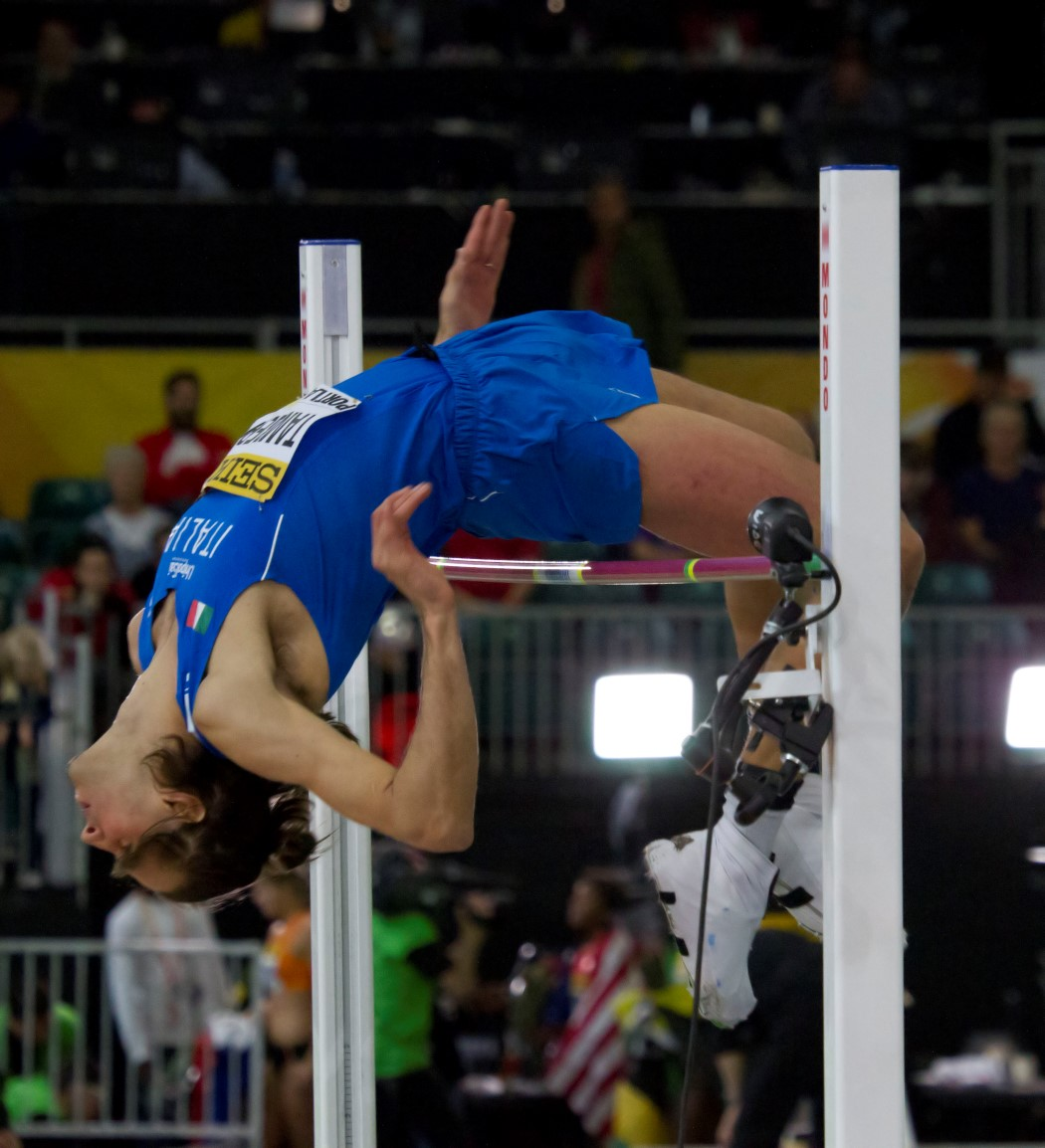
Cú nhảy chiến thắng của Tamberi ở độ cao 2,36 m tại Portland năm 2016.

  - London Grand Prix (Diamond League) -  London, 2.28 m 
  - Meeting Eberstadt  -  Eberstadt, 2.37 m  NR
  - Weltklasse (Diamond League) -  Zürich, 2.23 m (5th)
- 2016 
  - High Jump Moravia Tour -  Hustopece, 2.38 m  NR
  - Meeting International Mohammed VI (Diamond League) -  Rabat, 2.25 m (6th)
  - Golden Gala (Diamond League) -  Rome, 2.30 m 
  - Müller Grand Prix (Diamond League) -  Birmingham, 2.20 m (8th)
  - Herculis (Diamond League) -  Monte Carlo, 2.39 m  NR
- 2017
  - Meeting de Paris (Diamond League) -  Paris, NM
  - Meeting International Mohammed VI (Diamond League) -  Rabat, 2.27 m 
  - Müller Grand Prix (Diamond League) -  Birmingham, 2.20 m (7th)
  - Weltklasse (Diamond League) -  Zürich, 2.16 m (12th)
- 2018 
  - Athletissima (Diamond League) -  Lausanne, 2.25 m (9th)
  - Herculis (Diamond League) -  Monte Carlo, 2.27 m (5th) SB
  - Eberstadt Internationales Hochsprung-Meeting -  Eberstadt, 2.33 m (2nd) SB
  - Memorial van Damme (Diamond League) -  Brussels, 2.31 m (3rd)

## Danh hiệu quốc gia
Tamberi đã 8 lần vô địch quốc gia.
- Giải vô địch Nhảy cao Ý
  - Nhảy cao: 2012, 2014, 2016, 2018, 2020
- Giải vô địch Nhảy cao Ý (2)
  - Nhảy cao: 2016, 2019, 2021